# Paulina Bobak
Paulina Bobak (* 1. Oktober 1984 in Zakopane) ist eine ehemalige polnische Biathletin.
Paulina Bobak vom AZS AWF Katowice betreibt Biathlon seit 1998. Dem polnischen Nationalkader gehört die Studentin aus Kościelisko seit 2000 an. Sie wird von Adam Kolodziejczyk trainiert. Ihr Debüt auf internationaler Ebene gab sie bei den Juniorenweltmeisterschaften 2002 in Ridnaun, wo sie Sechste wurde. Im folgenden Jahr in  ihrer Heimat Kościelisko und 2005 in Kontiolahti konnte sie keine herausragenden Ergebnisse erreichen. Bei Junioren-Europameisterschaften startete Bobak erstmals 2002 in Kontiolahti. Bestes Ergebnis war ein fünfter Staffelplatz. Im Jahr darauf in Forni Avoltri konnte dieses Ergebnis noch um einen Platz verbessert werden. 2004 in Minsk konnte sie mit der Staffel sogar Silber gewinnen. 2005 in Nowosibirsk gewann sie nochmals Staffelsilber und Gold im Einzel. Bei den Biathlon-Weltmeisterschaften 2007 in Antholz startete sie erstmals bei Seniorenweltmeisterschaften. Im Einzel wurde sie 70., mit der Staffel wurde Bobak Zehnte.
Ihr Europacupdebüt feierte Bobak 2003 14. im Sprint und Vierter in der Verfolgung. Ihr Debüt im Biathlon-Weltcup gab sie 2006 bei einem Staffelrennen in Oberhof (13.). Kurz darauf erreichte sie in Gurnigel mit einem achten Platz im Sprint, einem fünften Platz in der Verfolgung und einem vierten Platz im Massenstart ihre besten Platzierungen und stieg in den Weltcup auf. Bei ihrem ersten Einzelrennen 2006 in Östersund wurde sie 64. im Einzel. 2007 in Antholz und 2008 in Östersund startete sie bei Biathlon-Weltmeisterschaften. Beide Male startete sie im Einzel und mit der Staffel. 2007 kam Bobak auf Platz 70 im Einzel und wurde Zehnte mit der Staffel. Im folgenden Jahr erreichte sie im Einzel einen guten 35. Platz und ihr damit bis dahin zweitbestes Weltcupergebnis. Auch mit dem siebten Staffelrang erreichte sie in dieser Wettbewerbsform gleichzeitig ihr bestes Weltcupergebnis bislang. Es dauerte bis zur Saison 2008/09, dass Bobak Platzierungen in den Punkterängen erreichte. Die ersten gewann sie 2008 als 19. im Einzel von Hochfilzen. Es dauerte bis zum ersten Rennen der Saison 2010/11, dass sie in Östersund als 14. eines Einzels eine bessere Platzierung erreichen konnte. Dazwischen lag die Teilnahme an den Weltmeisterschaften 2009 in Pyeongchang, wo Bobak einzig im Einzel zum Einsatz kam und 37. wurde. Bei den Europameisterschaften 2010 in Otepää erreichte Bobak gute Ergebnisse. sie wurde 14. des Einzels, Neunte des Sprints und Siebte im Verfolgungsrennen und mit der polnischen Staffel. Im weiteren Verlauf des Jahres nahm sie an den Sommerbiathlon-Weltmeisterschaften 2010 in Duszniki-Zdrój teil, wo sie im Sprint 26. wurde und sich im Verfolgungsrennen bis auf den neunten Platz verbessern konnte.

## Biathlon-Weltcup-Platzierungen
Die Tabelle zeigt alle Platzierungen (je nach Austragungsjahr einschließlich Olympische Spiele und Weltmeisterschaften).
- 1.–3. Platz: Anzahl der Podiumsplatzierungen
- Top 10: Anzahl der Platzierungen unter den ersten zehn (einschließlich Podium)
- Punkteränge: Anzahl der Platzierungen innerhalb der Punkteränge (einschließlich Podium und Top 10)
- Starts: Anzahl gelaufener Rennen in der jeweiligen Disziplin

| Platzierung                      | Einzel | Sprint | Verfolgung | Massenstart | Staffel | Gesamt |
| -------------------------------- | ------ | ------ | ---------- | ----------- | ------- | ------ |
| 1. Platz                         |        |        |            |             |         |        |
| 2. Platz                         |        |        |            |             |         |        |
| 3. Platz                         |        |        |            |             |         |        |
| Top 10                           |        |        |            |             | 6       | 6      |
| Punkteränge                      | 2      | 2      | 2          |             | 9       | 15     |
| Starts                           | 13     | 25     | 8          |             | 9       | 55     |
| Stand: nach der Saison 2009/2010 |        |        |            |             |         |        |